# Harry Hartz
Pour les articles homonymes, voir Hartz.
Harry Hartz, né le 24 décembre 1896 à Pomona (Californie) et mort le 26 septembre 1974 à Indianapolis (Indiana), était un pilote automobile américain des années 1920, devenu directeur d'écurie durant les années 1930 (première écurie privée doublement vainqueur aux 500 miles d'Indianapolis).

## Biographie
Après avoir grandi dans la banlieue de Los Angeles, il débuta la compétition automobile à l'âge de 18 ans juste avant la Première Guerre mondiale. Mécanicien de formation, il signa après celle-ci un contrat correspondant à son métier avec les frères Duesenberg, et fut assigné à la voiture de Eddie Hearne pour l'Indy 500 en 1921. En fin d'année il était derrière le volant en championnat et finissait déjà deuxième de l'Indy en 1922... juste devant Hearne. Au total il termina trois fois second sans jamais remporter l'épreuve, seul pilote dans ce cas.
Après avoir évolué sur Duesenberg en 1921 et 1922, il conduisit exclusivement sur Miller, utilisant sa voiture personnelle special 1.5L dès 1925.
Il fut gravement brûlé et blessé dans un accident en 1927 au Rockingham Speedway de Salem, l'obligeant à passer les deux années suivantes dans des hôpitaux. Le krach de 1929 eut également d'importantes conséquences financières pour lui. Ne pouvant plus courir, il monta sa propre équipe dont il devint également le chef mécanicien, et acheta une ancienne Miller 91 à traction avant de 1927 qu'il améliora à un tel point qu'elle lui permit de remporter le championnat racing car et l'Indy 500 en 1930.

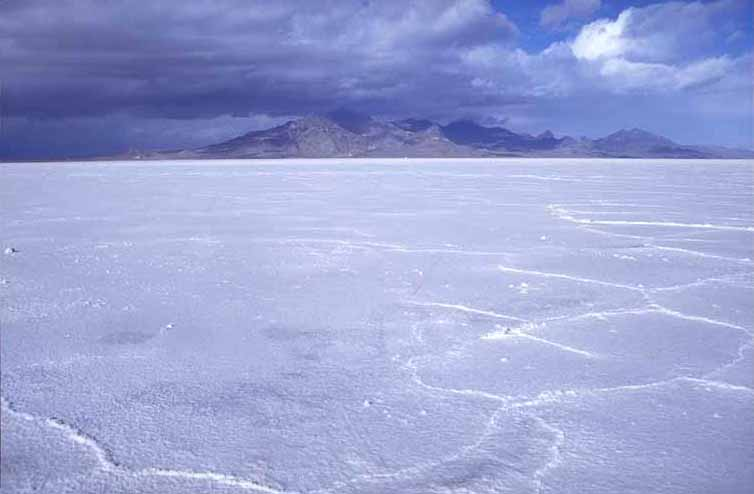
La plaine recouverte de sel de Bonneville Salt Flats, lieu propice aux records automobiles.

Hartz travailla de nombreuses années pour Studebaker. Après que Chrysler ait commencé à l'utiliser la course automobile comme un outil promotionnel pour vendre ses voitures, DeSoto recruta Hartz en 1933 pour un coup de pub en lui faisant conduire l'un de ses véhicules exclusivement en marche arrière à travers le pays.
Durant la mi-août 1934, il établit 72 nouveaux records AAA en stock-car sur le parcours des courses organisées à Bonneville Salt Flats en Utah, avec un coupé Chrysler imperial Airflow. À la fin du mois Hartz amena la voiture de Los Angeles à New York en réalisant un record en matière de consommation économique pour ce modèle, avec une moyenne de 13 litres pour 100 kilomètres (18,1 miles par gallon US), et sans jamais avoir rajouté d'eau dans son radiateur. Une autre source le crédita également d'un parcours avec cette nouvelle DeSoto Airflow de 5 011 kilomètres entre New York et cette fois San Francisco, à une moyenne de consommation de 11 litres pour 100 kilomètres pour une facture totale en carburant s'élevant à seulement 33 $ (US) et 6 cents.
Après avoir eu beaucoup de succès, Hartz prit sa retraite (d'occupations professionnelles liées à la conduite automobile) en 1940. Plus tard il eut encore un autre grave accident de voiture, dont il ne récupéra jamais totalement.

## Titre (pilote)
- American Championship car racing AAA en 1926 (sur Miller);
  - 3e du championnat en 1922 et 1925 (4e en 1923 et 5e en 1927);

## Victoires en championnat AAA
(7 courses et 46 "top 5" pour 69 départs classants de 1921 à 1927,  pour un total de 9 victoires, 51 "top 5" et 74 courses en AAA -et 5 poles dont 3 en championnat-)
- 1922 : San Carlos race 1 Golden State Motor Derby (San Francisco Speedway);
- 1923 : Fresno (Fresno Spreedway);
- 1925 : Culver City global (Culver City Speedway);
- 1926 : Atlantic City race 2 et 5 (Atlantic City Speedway), Sesquicentennial Classic race 1 et global (Atlantic City Speedway), Rockingham (Rockingham Park) et Charlotte semi (Charlotte Speedway);

## Résultats à l'Indy 500 (pilote)
- 2e en 1922 (Duesenberg), 1923 (Cliff Durant Special) et 1926 (sa propre Miller special 1.5L, utilisée dès 1925);
- 5 lignes de front (1922, 1923, 1924, 1925 et 1926);
- 5 "top 4" (1922, 1923, 1924, 1925 et 1926);
- 6 participations de 1922 à 1927;

## Titre (écurie)
- American Championship car racing AAA en 1930, avec Billy Arnold (teams Miller-Hartz essentiellement, ainsi que Fronty Ford et Bowes Seal Fast);
  - 2e du championnat en 1931 et 1932, avec Fred Frame (teams Miller-Hartz essentiellement, ainsi que Gardner, Duesenberg, et également Frame de sa conception), puis en 1937 avec Ted Horn;
  - 3e du championnat en 1936 et 1939 (avec Ted Horn);

## Résultats à l'Indy 500 (écurie)

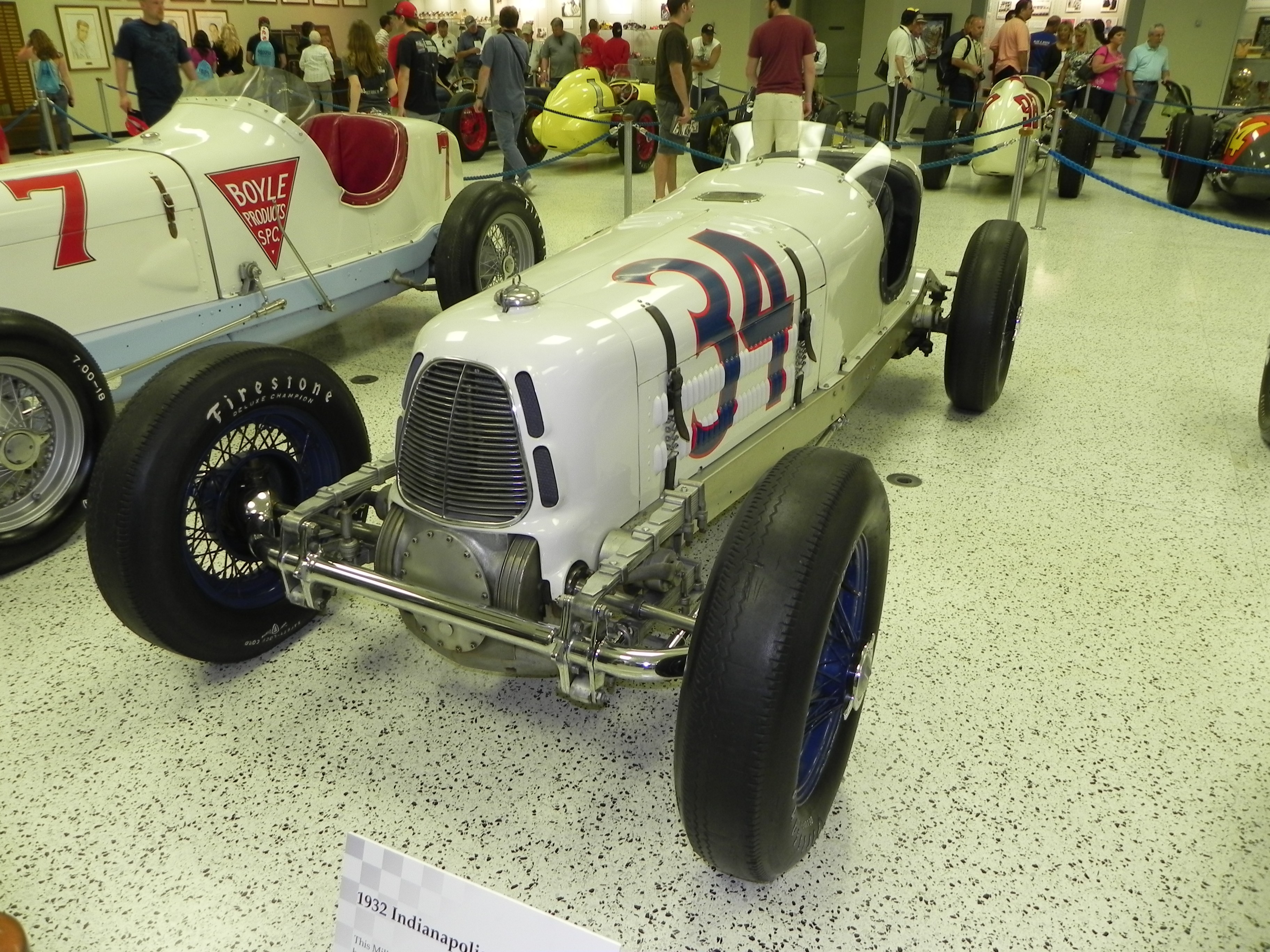
La Wetteroth-Miller de Frame, victorieuse en 1932 (IMS Hall of Fame Museum).

(son équipe fut la troisième à obtenir deux victoires, après celles des constructeurs Peugeot et Duesenberg.)
- 500 miles d'Indianapolis 1930: victoire de Bill Arnold, sur Summers-Miller;
- 500 miles d'Indianapolis 1932: victoire de Fred Frame, sur Wetteroth-Miller;
  - Autres podiums (pour un total de 5):

2e en 1926 (Harry Hartz);

2e en 1931 (Fred Frame);

2e en 1936 (Ted Horn).
(autres pilotes employés par Hartz: Leon Duray le Flying Frenchman (1925), Fred Corner (1925 et 1926), Tony Gulotta (en) (1926), Eddie Hearne (1927), Lester Spangler (1933), Fred Winnai (1935), George Connor (1937) et Mel Hansen (1940), soit un total de 12 pilotes en l'incluant personnellement)

## Distinction
- National Sprint Car Hall of Fame en 1998.

## Filmographie
- The Crowd Roars de Howard Hawks (avec James Cagney): apparition de la voiture de Hartz (et de lui-même) pour les séquences de course (1932). Le film eut une version française tournée simultanément avec Jean Gabin, La foule hurle, toujours en 1932[3].